# A hiba
A hiba Horváth Z. Gergely rendezte tévéfilm 1978-ból. Antonisz Szamarakisz regényét Prekop Gabriella fordította, a forgatókönyvet Horváth Z. Gergely írta. A Magyar Televízió 1978. június 1-jén mutatta be.

## Gyártás, fogadtatás
| - Kozák András - A Sportkávézós férfi - Lukács Sándor - A Kihallgató - Garas Dezső - A Főnök - Bordán Irén - nő az étteremből #1 - Horineczky Erika - nő az étteremből #2 - Piróth Gyula - A Menedzser - Gáti Oszkár - A Harmadik Ember - Balázs Péter - a pincér - Kovács Nóra - a szobalány - Pásztor János - a portás | - Szántó Erika - dramaturg - Nagy Vilmos - díszlet - Csát Miklós - építész - Wieber Marianna - ruha - Damó Lászlóné - ruhakivitelező - Petrovay Lilla - maszk - Breier Tamás - berendező - Gál István - fővilágosító - Bartos Pál - hangmérnök - Tóth Rezső - kameramann - Hertzka Vera - vágó - Fabók István - felvételvezető - Nagy Imre - a rendező munkatársa - Bíró Miklós - operatőr - Gerő Péter - gyártásvezető - Horváth Z. Gergely - rendező |